# Vélodrome d'Hiver
Vélodrome d'Hiver (česky Zimní velodrom), zkráceně Vél' d'Hiv' byl cyklistický stadion v Paříži. Byl postaven v roce 1909 a zbořen 1959. Nacházel se na ulici Rue Nélaton v 15. obvodu. V roce 1942 sloužil jako koncentrační tábor pro několik tisíc židů před jejich deportací do vyhlazovacího tábora Auschwitz-Birkenau.

## Historie
Na počátku 20. století se cyklistické závody staly ve Francii oblíbenou podívanou ve městech, takže probíhala výstavba několika velodromů. Roku 1902 propagátor cyklistiky Henri Desgrange (1865-1940) pověřil architekta Gastona Lamberta, aby z Galerie des machines, bývalého výstavního pavilonu světové výstavy v roce 1889 ve čtvrti Grenelle, vytvořil cyklistickou závodní trať. Velodrom byl otevřen 20. prosince 1903 a rychle se stal populární. Město ovšem v roce 1909 vydalo rozhodnutí o zboření Galerie des machines kvůli rozšíření parku Champ-de-Mars, k čemuž došlo v následujícím roce. Henri Desgrange se proto rozhodl vybudovat v sousedství zcela nový stadion na rohu ulic Boulevard de Grenelle a Rue Nélaton. Na nový stadion se vešlo 17.000 diváků, dráha měřila 250 m kolem velkého centrálního trávníku. Stadion osvětlovala velká okna ve střeše a přes tisíc žárovek.
Od roku 1913 se zde jezdil cyklistický závod Šest dnů v Paříži (Six jours de Paris), který byl velmi populární mezi světovými válkami.
V roce 1931 nechal budovu zrenovovat Američan Jeff Dickson a přeměnil jej na Palais des Sports de Grenelle (Palác sportů v Grenelle). Vedle cyklistiky se tak zde konaly zápasy v boxu, tenise, basketbalu, ledním hokeji a bruslení.

Ve dnech 16.-17. července 1942 sloužil velodrom jako shromaždiště židů žijících v Paříži, kteří odtud byli deportováni do vyhlazovacího tábora Auschwitz-Birkenau. Jednalo se o 13 152 osob, mezi nimi přes 4 000 dětí. Přesto se podařilo přes 10 000 osob zachránit, neboť byli včas mnohými policisty varováni. Při akci měli být zatčeni všichni židé bez státní příslušnosti mezi 16-60 lety. Jen asi čtvrtina židů, kteří před vypuknutím druhé světové války žili v Paříži, se narodili ve Francii. Většinou se jednalo o přistěhovalce a uprchlíky z východní Evropy, z Německa, Rakouska a Československa.
O účasti francouzské vlády ve Vichy a francouzské policie (asi 4 500 policistů) na této akci se dlouhou dobu nehovořilo. Teprve 16. července 1995 se prezident Jacques Chirac veřejně omluvil.
Po válce se zde konaly různé sportovní soutěže včetně jezdeckých přehlídek, ale i módní přehlídky.
Velodrom byl zbořen v roce 1959 a na jeho místě vznikla obytná zástavba..
Na místě, kde se velodrom nacházel, byl v roce 1994 vybudován pomník na paměť „Rafle du Vélodrome d'Hiver“ (Razie Zimního velodromu), jak se protižidovská akce nazývá. Autory pomníku jsou architekt Mario Azagury a polský sochař Walter Spitzer, který přežil Osvětim.